# 慶山ラグビー場
慶山松花ラグビー場（キョンサン ソンファ - じょう、ハングル:경산 송화럭비전용구장）は大韓民国慶尚北道慶山市上方洞にある慶山生活体育公園に2010年6月7日に開場した天然芝のラグビー専用球技場である。 

## 概要
慶北ラグビー協会会長で大韓ラグビー協会副会長であったパク・チニ（前慶北鉱油社長、 1928年 - 1997年 ）を称える為に、三女バク・ユンギョン慶北鉱油社長が建設、寄贈した。松花はパク・チニの号である。 

## 脚註
1. ↑  “경산, 럭비 메카로 거듭난다”. 慶北日報. (2010年6月6日) 2019年1月12日閲覧。
2. ↑  “경산 럭비전용구장 박진희 선생 동상 제막”. 毎日新聞 (韓国). (2010年6月8日) 2019年1月12日閲覧。